# Sœurs de glace
Série
Alien Sexy Girls
(2007)
Pour plus de détails, voir Fiche technique et Distribution.
Sœurs de glace ou Piégés au Québec (Decoys) est un film canadien réalisé par Matthew Hastings, sorti en 2004. Il a été diffusé sur The Movie Network ainsi qu'aux États-Unis le 26 juin 2004 sur Sci Fi Channel.

## Synopsis
L'arrivée de nouvelles élèves sexy va bouleverser le destin de deux étudiants (Luke et Roger) bien décidés à perdre leur virginité. Mais lorsqu'un élève est retrouvé mort littéralement congelé sur le campus, Luke commence à avoir des soupçons sur la vraie nature de ces magnifiques blondes. Avec l'aide de son amie Alex, ils sont prêts à tout pour révéler leur réelle identité…

## Fiche technique
- Titre français : Sœurs de Glace
- Titre québécois : Piégés
- Titre original : Decoys
- Réalisation : Matthew Hastings
- Scénario : Tom Berry et Matthew Hastings
- Production : Franco Battista, Neil Bregman et Tom Berry
- Sociétés de production : Space Productions et Téléfilm Canada
- Budget : 5 millions de dollars
- Musique : Daryl Bennett et Jim Guttridge
- Photographie : Daniel Villeneuve
- Montage : Isabelle Levesque
- Décors : Csaba András Kertész
- Costumes : Sue Fijalkowska
- Pays d'origine : Canada
- Format : Couleurs - 1,77:1 - Dolby Digital - 35 mm
- Genre : Comédie horrifique
- Durée : 95 minutes
- Date de sortie : 27 février 2004 (Canada)

## Distribution
- Corey Sevier (VQ : Guillaume Champoux) : Luke
- Stefanie von Pfetten (VQ : Geneviève Cocke) : Lilly
- Kim Poirier (VQ : Catherine Allard) : Constance
- Elias Toufexis (VQ : Louis-Philippe Dandenault) : Roger
- Meghan Ory (VQ : Catherine Bonneau) : Alex
- Ennis Esmer (VQ : Pierre-Alexandre Fortin) : Gibby
- Krista Morin : Vikki Vickers
- Marc Trottier : Bobby Johnson
- Carrie Colak : Natasha
- Richard Burgi (VQ : Jean-Luc Montminy) : le détective Francis Kirk
- Nicole Eggert (VQ : Anne Dorval) : le détective Amanda Watts
- Don Hastings (en) (VQ : Jean-Marie Moncelet) : l'infirmier
- Sarah Smyth (en) : la princesse de Rosedale
- Leah Graham : Melody
- Mike Lobel (VQ : Hugolin Chevrette) : Halloween Jock
- Meghanne Kessels : Shooter / Barf Girl

Source et légende : Version québécoise (VQ) sur Doublage QC

## Autour du film
- Le tournage s'est déroulé à Ottawa, et plus particulièrement à l'Université d'Ottawa. Le bâtiment qui sert de dortoirs est en réalité le département théâtre.
- Une suite, Decoys 2: Alien Seduction, fut réalisée par Jeffery Scott Lando en 2007.
- Il s'agit du premier film où Kim Poirier tient l'un des rôles principaux.
- Le film fut projeté en France le 27 janvier 2005 dans le cadre du festival Fantastic'Arts.
- Les jolies blondes extraterrestres débarquées sur Terre en quête de procréation renvoient directement à Sil, dans La Mutante (1995)[3].

## Bande originale
- Winter, interprété par Slowride
- Room for You, interprété par Dan Mackenzie
- Poison Ivy, interprété par Troy Reed
- 999, interprété par Logan 7
- Sun, interprété par Margo Guryan
- Love Isn't Love, interprété par Kenneth Blue
- Viens, Mallika Dome Epais ou le Blanc Jasmin, interprété par l'Orchestre symphonique de Toronto, dirigé par Mario Bernardi
- Rock Write, interprété par Freshmaka
- Uptown Saturday Night, interprété par Logan 7
- On the Wall, interprété par Matt Hastings
- Thoughts of You, interprété par Emily Jordan
- Boomshakalaka, interprété par Logan 7
- Think That You're the One, interprété par Robert Wilson
- Hold On, interprété par Toothpick
- Hark! The Herald Angels Sing, interprété par Tena Clark
- Rollercoaster, interprété par Duke Mushroom
- Who's Dat, interprété par Kenneth Blue
- White Shadow, interprété par The Freshmaka
- I Will Love You, interprété par Fisher
- Pantomime, interprété par Lily Frost
- Airplane Song, interprété par Stephen Speaks
- Running Around, interprété par Jesse Farrell
- Silent Night, interprété par Matt Hastings
- Room for You, interprété par Dan Mackenzie
- Until Forever is Gone, interprété par Boots Riley